# Škoda 14TrE
Škoda 14TrE je modernizovaná verze československého trolejbusu Škoda 14Tr. Byla vyráběna ve druhé polovině 90. let 20. století pro město Dayton v americkém státě Ohio.

## Konstrukce a modernizační prvky
V roce 1994 založila Škoda Ostrov spolu s americkou firmou AAI Baltimore společnost ETI Baltimore, která se z legislativních důvodů měla podílet na výrobě nových trolejbusů určených pro americká města. O rok později byly do USA dovezeny tři prototypové trolejbusy 14TrE kompletně vyrobené ve Škodě Ostrov, které zpočátku posloužily v Daytonu jako ukázkové a ověřovací vozy. Sériové vozy pro Dayton byly v počtu 54 vozidel v ETI zkompletovány v letech 1997–1999, přičemž ze Škody Ostrov byly do USA zaslány hotové skelety vozidel a kontejnery s elektrickou výzbrojí.
Vůz 14TrE vychází z modelu 14Tr. Jedná se tedy o dvounápravový trolejbus se samonosnou karoserií. Byl pozměněn design čel, v pravé bočnici se nacházejí pouze dvoje dvoukřídlé skládací dveře (pouze přední a zadní).

## Prototypy
Byly vyrobeny tři prototypy, které byly do Daytonu dodány v roce 1995 a které obdržely čísla 9601–9603. Od zbytku později dodaných sériových vozů se částečně lišily, jejich karoserie byla o 175 mm užší, disponovaly čelním neděleným oknem a velkým zadním oknem. Všechny tři vozy byly vyřazeny před rokem 2013, dopravce však počítal se zachováním trolejbusu č. 9602 jako historického vozidla.

## Dodávky trolejbusů
V letech 1995 až 1999 bylo vyrobeno celkem 57 vozů 14TrE.
| Současný stát | Město  | Článek | Typ    | Roky dodávek | Počet vozů | Evidenční čísla při dodání | Poznámky  | Zdroj       |
| ------------- | ------ | ------ | ------ | ------------ | ---------- | -------------------------- | --------- | ----------- |
| USA           | Dayton | článek | 14TrE  | 1995         | 3          | 9601–9603                  | prototypy | [ 5 ] [ 6 ] |
| USA           | Dayton | článek | 14TrE2 | 1998–1999    | 54         | 9801–9854                  |           | [ 7 ] [ 8 ] |

## Historické vozy
| Původní provoz | Evidenční číslo | Současný majitel                     | Rok výroby | Historický od roku | Poznámky | Zdroj         |
| -------------- | --------------- | ------------------------------------ | ---------- | ------------------ | -------- | ------------- |
| Dayton         | 9602            | Greater Dayton RTA (dopravní podnik) | 1995       | 2013               |          | [ 9 ]         |
| Dayton         | 9803            | Československý dopravák              | 1998       | 2019               |          | [ 10 ] [ 11 ] |
| Dayton         | 9809            | Illinois Railway Museum (IRM)        | 1998       | 2020               |          | [ 12 ]        |
| Dayton         | 9835            | Greater Dayton RTA (dopravní podnik) | 1998       | 2019               |          | [ 13 ]        |

### Historický vůz ev. č. 9803
V roce 2019 věnoval daytonský dopravní podnik časopisu Československý dopravák jeden trolejbus 14TrE včetně náhradních dílů. Časopis následně přes portál Startovač.cz vyhlásil veřejnou sbírku s cílovou částkou 700 tisíc korun na přepravu trolejbusu do České republiky. Za dva měsíce bylo ve sbírce nakonec vybráno 786 237 Kč, a trolejbus tak byl v roce 2020 přepraven do České republiky. Peníze vybrané nad rámec sbírky věnuje časopis na opravu trolejbusu Škoda-Sanos S 200 Pardubického spolku historie železniční dopravy. Přeprava trolejbusu započala po vyřešení problémů 6. dubna 2020. Z důvodu nástupu pandemie covidu-19 totiž oslabila česká koruna, čímž vzrostla cena ropy a náklady na přepravu tak po přepočtu na dolary výrazně vzrostly. Bylo tedy nutné vyjednat výhodnější přepravní podmínky a sehnat další finance. Z důvodu celních procedur bylo zapotřebí výrazně upravit darovací smlouvu, což rovněž znamenalo zdržení. V souvislosti s oznámením zahájení přepravy bylo též odhaleno, o který trolejbus konkrétně šlo; byl jím vůz daytonského ev. č. 9803 z roku 1998.
Po vyřešení všech komplikací vyplul trolejbus dne 21. května 2020 na palubě lodi Orion Highway z přístavu ve městě Charleston v Jižní Karolíně. Dne 10. června byl vyloděn v německém Bremerhavenu, odkud pokračoval na návěsu silničního tahače, který přejel českou hranici v pátek 12. června. V pondělí 15. června byl trolejbus následně vyložen v pražské vozovně Střešovice, kde byl od 17. června do 15. listopadu vystaven jako dočasný exponát Muzea MHD. Poté se měl trolejbus již na trvalo přemístit do muzea dopravy ve Strašicích. Místo toho byl ale zapůjčen do Bratislavy společnosti, zabývající se tvorbou digitálních 3D modelů, a do Strašic zamířil až poté.